# ボランジェ・エブリマン・ウッドハウス賞
ボランジェ・エブリマン・ウッドハウス賞（ボランジェ・エブリマン・ウッドハウスしょう、Bollinger Everyman Wodehouse Prize ）は、コミカルな小説を対象としたイギリスの文学賞。ジーブス・シリーズを世に送り出したP・G・ウッドハウスのスピリットを記念して、2000年に創設された。過去の受賞作にポール・トーディの『イエメンで鮭釣りを』や、マリーナ・レヴィツカの『おっぱいとトラクター』、DBCピエールの『ヴァーノン・ゴッド・リトル―死をめぐる21世紀の喜劇』などがある。2011年には、初めてアメリカの作家ゲイリー・シュタインガートが受賞した。フランスのシャンパーニュ地方のスパークリング・ワイン製造会社ボランジェがスポンサーを務めている。
候補作は毎年春に発表され、受賞作は5月のヘイ・フェスティバルの時期に発表される。受賞者にはボランジェのヴィンテージ・シャンパン1ケースと、ウッドハウスの全集52巻が賞品として贈られる。また、グロスターシャー・オールド・スポット種のブタ1頭に受賞作のタイトルが名前として付けられる。賞金はない。

## 各年の受賞・候補作

### 2000年代前半
2000年
- ハワード・ヤコブソン "The Mighty Walzer"
  - ヘレン・フィールディング 『ブリジット・ジョーンズの日記 きれそうなわたしの12か月』
  - トニー・ホークス "Playing the Moldovans at Tennis"
  - ヒュー・マシングバード "The Book of Obituaries"
  - スー・タウンゼント "Adrian Mole: The Cappuccino Years"

2001年
- ジョナサン・コー "The Rotters' Club"

2002年
- マイケル・フレイン 『スパイたちの夏』
  - テリー・イーグルトン 『ゲートキーパー――イーグルトン半生を語る』
  - ウィル・ファーガソン 『ハピネス』
  - デイブ・ゴーマン&ダニー・ウォレス "Are You Dave Gorman?"
  - リサ・エヴァンズ "Spencer's List"
  - テリー・プラチェット "Thief of Time"

2003年
- D・B・C・ピエール 『ヴァーノン・ゴッド・リトル―死をめぐる21世紀の喜劇』
  - ルーシー・エルマン "Dot in the Universe"
  - インディア・ナイト "Don't You Want Me"
  - ヤン・マーテル 『パイの物語』
  - アリソン・ピアソン 『ケイト・レディは負け犬じゃない』
  - ゼイディー・スミス 『直筆商の哀しみ』

2004年
- ジャスパー・フォード 『文学刑事サーズデイ・ネクスト3―だれがゴドーを殺したの?』
  - アンドレイ・クルコフ "Penguin Lost"
  - デボラ・モガー "These Foolish Things"
  - アレクセイ・セイル "Overtaken"

### 2000年代後半
2005年
- マリーナ・レヴィツカ 『おっぱいとトラクター』
  - ジェームズ・ハミルトン＝パターソン "Cooking with Fernet Branca"
  - ロイド・ジョーンズ "Mr Vogel"
  - ティファニー・マレー "Happy Accidents"
  - テリー・プラチェット "Going Postal"
  - マルコム・プライス "The Unbearable Lightness of being in Aberystwyth"

2006年
- クリストファー・ブルックマイア "All Fun and Games until Somebody Loses an Eye"
  - テリー・プラチェット "Thud!"
  - ジリー・クーパー "Wicked!"
  - ジョン・オファレル "May Contain Nuts"
  - ロバート・ルイス "The Last Llanelli Train"
  - ゼイディー・スミス "On Beauty"

2007年
- ポール・トーディ 『イエメンで鮭釣りを』
  - デイヴィッド・ノッブス "Cupid's Dart"
  - ハワード・ヤコブソン "Kalooki Nights"
  - マリーナ・レヴィツカ "Two Caravans"

2008年
- ウィル・セルフ "The Butt"
  - アラン・ベネット 『やんごとなき読者』
  - ジョー・ダンソン "Submarine"
  - ジュリアン・ゴフ "Jude: Level 1"
  - ギャリソン・キロワー "Pontoon: A Novel of Lake Wobegon"
  - ジョン・ウォルシュ "Sunday at the Cross Bones"

2009年
- ジェフ・ダイヤー "Jeff in Venice, Death in Varanasi"
  - クリストファー・ブルックマイア "A Snowball in Hell"
  - リサ・エヴァンズ "Their Finest Hour and a Half"
  - ジェームズ・ハミルトン＝パターソン "Rancid Pansies"
  - サーシャ・スタニシチ 『兵士はどうやってグラモフォンを修理するか』
  - スティーヴ・トルツ 『ぼくを創るすべての要素のほんの一部』

### 2010年代前半
2010年
- イアン・マキューアン 『ソーラー』
  - ポール・マレー "Skippy Dies"
  - ティファニー・マレー "Diamond Star Halo"
  - デイヴィッド・ニコルズ 『ワン・デイ』
  - マルコム・プライス "From Aberystwyth with Love"

2011年
- ゲイリー・シュタインガート 『スーパー・サッド・トゥルー・ラブ・ストーリー』
  - マニュ・ジョセフ "Serious Men"
  - インディア・ナイト "Comfort and Joy"
  - サム・リース "The Coincidence Engine"
  - キャサリン・オフリン "The News Where You Are"

2012年
- テリー・プラチェット "Snuff"
  - ジョン・ランチェスター "Capital"
  - ジュリアン・ゴフ "Jude in London"
  - スー・タウンゼント "The Woman who went to bed for a year"
  - ジョン・オファレル "The Man Who Forgot His Wife"

2013年
- ハワード・ヤコブソン "Zoo Time"
  - マイケル・フレイン "Skios"
  - ジョセフ・コナリー "England's Lan"
  - デボラ・モガー "Heartbreak Hotel"
  - ヘレン・デウィット "Lightning Rods"

2014年
- エドワード・セント・オービン "Lost for Words"
  - セバスチャン・フォークス "Jeeves and the Wedding Bells"
  - ヘレン・フィールディング 『ブリジット・ジョーンズの日記 恋に仕事に子育てにてんやわんやの12か月』
  - ハニフ・クレイシ "The Last Word"
  - ジョン・ニーヴン "Straight White Male"
  - ジョセフ・オコナー "The Thrill of it All"

### 2010年代後半
2015年
- アレグザンダー・マコール・スミス "Fatty O'Leary's Dinner Party"
  - ケイルタン・モラン "How to Build a Girl"
  - ヘレン・レダラー "Losing It"
  - ニーナ・スティッブ "Man at the Helm"
  - ジョセフ・オニール "The Dog"
  - アーヴィン・ウェルシュ "A Decent Ride"

2016年
- ポール・マレイ "The Mark and the Void"
- ハンナ・ロスチャイルド "The Improbability of Love"
  - ポール・ビーティ "The Sellout"
  - マリーナ・レヴィツカ "The Lubetkin Legacy"
  - ジョン・オファレル "There's Only Two David Beckhams"